# Alejandra Orozco
Alejandra Orozco (n. 19 aprilie 1997, Zapopan, Jalisco, Mexic) este o săritoare în apă ce a reprezentat Mexic, medaliată olimpică. A participat la 3 ediții ale Jocurilor Olimpice (2012, 2016, 2020) în care a câștigat o medalie de argint.